# Rhododendron sojolense
Rhododendron sojolense är en ljungväxtart som beskrevs av Graham Charles George Argent. Rhododendron sojolense ingår i släktet rododendron, och familjen ljungväxter. Inga underarter finns listade i Catalogue of Life.